# Genillé
Genillé là một xã thuộc tỉnh Indre-et-Loire trong vùng Centre-Val de Loire ở miền trung nước Pháp. Theo điều tra dân số năm 2006 của INSEE có dân số 1507 người. Xã nằm ở khu vực có độ cao từ 71-144 mét trên mực nước biển.
Thị trấn nằm ở hữu ngạn của sông Indrois, sông chảy theo hướng tây bắc qua xã và tạo thành một phần ranh giới phía đông.